# Den demografiske transition
Den demografiske transition er et demografisk begreb til beskrivelse af overgangen fra forholdsvis høje fødselstal og høje dødstal pr. 1000 indbyggere til forholdsvis lave fødsels- og dødstal, hvilken udvikling ofte er sket, når et land industrialiseres.
Modellen baseres på en tolkning, som fremsattes i 1929 af den amerikanske demograf Warren Thompson efter, at han havde observeret forandringerne (transitionerne) i fødsels- og dødsniveauer i industrialiserede samfund under de seneste to hundrede år. De fleste ilande befinder sig allerede på fjerde trin i modellen, og flertallet af ulandene befinder sig på andet eller tredje trin – intet land befinder sig for nærværende på første trin. Modellen har vist sig at kunne belyse befolkningernes udvikling i Europa og andre industrialiserede lande forholdsvist godt.
De fleste ulande befinder sig i dag på tredje trin, herfra dog undtaget fattige lande, fortrinsvis lande syd for Sahara samt et antal fattige lande i Mellemøsten, som har været påvirket af for eksempel borgerkrig, således Pakistan, Palæstina, Yemen og Afghanistan.

## Modellens oprindelse
Modellen om den demografiske transition blev oprindelig udviklet af Warren Thompson i 1929. Han delte verdens lande i tre hovedgrupper:
- lande med hastigt faldende fødsels- og dødsrater, hvor fødselshyppigheden mindskede hurtigere end dødeligheden, hvilket fører til faldende befolkningsvækst (Nord- og Vesteuropa, Nordamerika og Australasien)
- lande med faldende fødsels- og dødsrater i visse socioøkonomiske grupper, hvor tendensen er, at dødsraten falder hurtigere end fødselsraten (Central- og Sydeuropa)
- lande med høje fødselstal og høje, men faldende, dødsrater (resten af verden).

Frank W. Notestein udviklede yderligere teorien i 1945 og anså, at der fandtes en forbindelse imellem transitionen og landenes industrielle udvikling. Han anså, at med tiden vil alle lande gennemgå en transition fra traditionelle ikke-industrialiserede samfund til moderne, industrielle og urbane sådanne.

## Teoriens hovedpunkter
Transitionen indeholder fire stadier, eller muligvis fem:
- Første trin optræder sædvanligvis i det førindustrielle samfund, hvor døds- og fødselsrater er høje og i relativ ligevægt.
- Andet trin optræder i et uland, hvor dødsraten falder hastigt takket være forbedringer i tilgangen til mad og en forbedret hygiejne, hvilket øger livslængden og mindsker risikoen for sygdom. Disse forandringer indtræffer ofte, når jordbrugsteknikkerne forbedres, befolkningen får tilgang til elektronik, samt basal uddannelse og sundhedsvæsen. Hvis ikke fødselsraten samtidigt begynder at falde, vil det berørte område opleve en voldsom befolkningsvækst.
- I tredje trin falder fødselsraten takket være tilgang til præventionsmidler, lønstigninger, urbanisering, mindskning af jordbrugernes befolkningsandel, højere uddannelsesniveau for kvinder, mindre børnearbejde samt øget tilgang til uddannelse. Befolkningstilgangen begynder da at svækkes.
- I fjerde trin er både fødsels- og dødsraten lave. Fødselsraten kan synke et godt stykke under det niveau, som er nødvendigt for en almindelig befolkningstilvækst i området (dette er blandt andet sket i Italien, Spanien og Japan), hvilket leder til en befolkningsmindskning, hvilket kan anses som en trussel mod mange industrier, som hviler på en befolkningstilvækst. Den store gruppe af mennesker, som blev født i andet trin, når alderdommen og skaber en økonomisk byrde på den stadigt mindskende arbejdsføre del af befolkningen. Dødsraten er lav eller begrænset stigende på grund af livsstilssygdomme som fedme.

Som med alle modeller er dette en idealiseret og generaliseret fremstilling af befolkningstransitionen, som ikke nødvendigvis stemmer i alle områder. Mange lande som Kina, Brasilien og Thailand har passeret igennem den demografiske transition ekstremt hurtigt takket være en hastig økonomisk og social forandring. Visse lande, specielt afrikanske, synes at "sidde fast" på trin to på grund af en stagnerende udvikling og spredning af AIDS.

## Første trin
I et førindustrielt samfund var både døds- og fødselsraten høje og udviste store udsving som følge af naturlige begivenheder, så som oversvømmelser eller sygdomsepidemier, og derfor bevaredes en relativt konstant og ung befolkning. Børn bidrog til hjemmenes økonomi fra en tidlig alder og fik ingen uddannelse, i Ækvatorialafrika behøvede de end ikke klæder, derfor var de en vigtig tilgang for hver families overlevelse. Som voksne kunne de desuden bidrage inden for familiens jordbrug. I Indien var en voksen søn alt en enke behøvede for at undgå ekstrem fattigdom. Selv om dødsraten var høj, var børn en nødvendighed, selv om der fandtes metoder til at mindske børnefødslerne.

## Andet trin
Dette stadium fører til mindskede dødsrater og en befolkningstilvækst. Forandringerne, som ledte til dette stadie i Europa, indledtes under den agrare revolution i 1700-tallet, og det gik til en begyndelse ganske langsomt. Under 1900-tallet sank dødsraten i ilande stadigt hurtigere. Lande, som i dag befinder sig i dette stadium (blandt andet Yemen, Afghanistan, Palæstina, Bhutan og Laos) samt store dele af Afrika syd for Sahara (fraset Sydafrika, Zimbabwe, Botswana, Swaziland, Lesotho, Namibia, Kenya og Ghana, der alle er begyndt at flytte sig til tredje trin). Mindskningen i dødsrate beror initialt på to faktorer:
1. Forbedringer i fødetilgang og bedre jordbrugsmetoder og infrastruktur, hvilket mindsker risikoen for sult.
2. Forbedringer inden for om sundhedsvæsen, hvilket mindsker risikoen for sygdomme, specielt sådanne som rammer børn. Forbedringerne omfatter blandt andet vaccinering samt almene forbedringer både i den personlige hygiejne og hygiejne ved håndtering af maden. Disse forbedringer har en sammenhæng med forbedret uddannelse og kundskab om, hvad der forårsager sygdomme.

En konsekvens af de synkende dødsrater under andet trin er en hastig befolkningsvækst (eller "befolkningseksplosion") hvor gabet mellem døds- og fødselsrate hastigt bliver større. Det bør bemærkes, at gabet ikke forårsages af en stigning i fødselsraten men af en mindskning af dødsraten. Denne forandring indtraf i det nordvestre Europa i 1800-tallet på grund af den industrielle revolution. Under anden halvdel af 1900-tallet gik mange ulande ind i andet trin, hvilket har skabt en verdensomfattende befolkningseksplosion, som mange demografer i dag er bekymrede for.
Karakteristisk for andet trin er desuden forandringen i befolkningens aldersstruktur. I første trin ligger de fleste dødsfald under 5 år og mellem alderen 5 og 10 år. Dette leder til, at befolkningen i andet trin bliver yngre og yngre, og mange børn begynder at avle egne børn lige så tidligt i livet som deres forældre og bibeholder en høj fødselsrate. Bunden af befolkningspyramiden vokser først, hvilket accelererer befolkningsvæksten. Aldersstrukturen i en sådan befolkning illustreres her med eksemplet Angola 2005.

## Tredje trin
Under tredje trin stabiliseres befolkningen ved en mindskning i fødselsraterne. Der findes flere faktorer, som bidrager til denne forandring, selv om mange af dem fortsat er spekulative:
- På landet bidrager mindskede dødsrater hos børn til, at forældrene til sidst indser, at de ikke behøver så mange børn for at garantere en tryg alderdom. I takt med, at børnedødeligheden mindsker, bliver forældrene mere og mere overbeviste om, at færre børn rækker for at holde landbruget i gang og tage sig af forældrene under disses alderdom.
- En øget urbanisering forandrer synet og vurderingen af børn i et landligt miljø. Bylivet forøger også omkostningerne for familien ved hvert barns fødsel.
- Obligatorisk uddannelse indføres, og det bliver vigtigere og vigtigere for børnene at uddanne sig for at få en respekteret plads i samfundet. Samtidigt indføres love, som forbyder børn at arbejde uden for husholdningen og begrænser arbejdsbyrden inden for husholdningen. Forældrene begynder i dette stadie at overveje at købe bøger og legetøj til børnene, og de bliver derfor stadigt dyrere at have. Børnefødslerne mindsker også takket være tilgang til præventionsmidler og kundskab om familieplanlægning.
- Flere og flere kvinder lærer at læse og får udearbejde, hvilket mindsker synet på, at kvinder tvunget skal tage sig af børnene. Dette er fortrinsvist et spørgsmål i områder, hvor fædre har ingen eller lille del i opdragelsen af børnene, eksempelvis i Sydeuropa og Japan. Kvindens værdi i anden sammenhæng end børneopdragelse anses for stadig vigtigere.
- Desuden spiller seksuelle vurderinger ind, når tilgangen til præventionsmidler øger og tabuer omkring sex mindskes.

De resulterende forandringer i aldersstrukturen inkluderer en mindskning af behovet for unge og med tiden en aldrende befolkning. Befolkningspyramiden bliver mindre og mindre triangulær og mere tårnagtig. Under perioden øger antallet arbejdsføre, hvilket leder til muligheder for at øge den økonomiske vækst.
Hvis de faktorer, der oven for er omtalt, ikke indtræder, findes der en mulighed for, at samfundets fødselsrate ikke mindsker, og at samfundet ikke fortsætter til fjerde trin men forbliver i befolkningsfremgang.
Lande, som har oplevet en fertilitetsmindskning på over 40 procent fra sine tidligere niveauer, er blandt andet: Costa Rica, El Salvador, Panama, Jamaica, Mexico, Colombia, Ecuador, Guyana, Surinam, Filippinerne, Indonesien, Malaysia, Sri Lanka, Tyrkiet, Aserbajdsjan, Turkmenistan, Uzbekistan, Egypten, Tunesien, Algeriet, Marokko, Libanon, Sydafrika og mange Stillehavsøer.
Lande, som har oplevet en fertilitetsmindskning på mellem 25 og 40 procent, er blandt andet: Honduras, Guatemala, Nicaragua, Paraguay, Bolivia, Vietnam, Burma, Indien, Bangladesh, Tadsjikistan, Iran, Jordan, Qatar, De Forenede Arabiske Emirater, Zimbabwe og Botswana.
Lande, som har oplevet en fødselsmindskning på mellem 10 og 25 procent, er blandt andet: Haiti, Papua Ny Guinea, Nepal, Pakistan, Syrien, Irak, Saudi-Arabien, Libyen, Sudan, Botswana, Kenya, Ghana og Senegal.

## Fjerde trin
Ved fjerde trin har områderne nået lave fødsels- og dødsrater, og befolkningerne skulle traditionelt blive relativt stabile. Det har dog vist sig, at befolkningsvæksten fortsætter at mindske, hvilket leder til et hypotetiskt femte trin.
Lande, som har en total fødselsrate på under 2,5 i år 1997 (det vil sige befinder sig på fjerde trin) er blandt andet: USA, Canada, Australien, New Zealand, størstedelen af Europa, Bahamas, Puerto Rico, Trinidad og Tobago, Brasilien, Sri Lanka, Sydkorea, Singapore, Kina, Nordkorea, Thailand samt Mauritius.

## Femte trin
Den oprindelige model har kun fire trin, men det bliver mere og mere tydeligt, at der må findes et femte trin for at repræsentere lande, som har gennemgået den økonomiske transition fra industrisamfund til servicesamfund, en såkaldt afindustrialisering. Lande så som Tyskland, Italien, Spanien, Portugal, Grækenland og frem for alt Japan har en fødselsrate, som ligger under dødsraten, og har derfor en faldende befolkningsudvikling. Disse lande bygger sin befolkningsvækst på indvandring. Andre lande, som er blevet ramt af befolkningsmindskning, er blevet ramt hårdt, først og fremmest Rusland, Ukraine og andre baltiske stater, som er blevet ramt af den hastige økonomiske forandring efter socialismens fald.